# Pignatelli (famiglia)

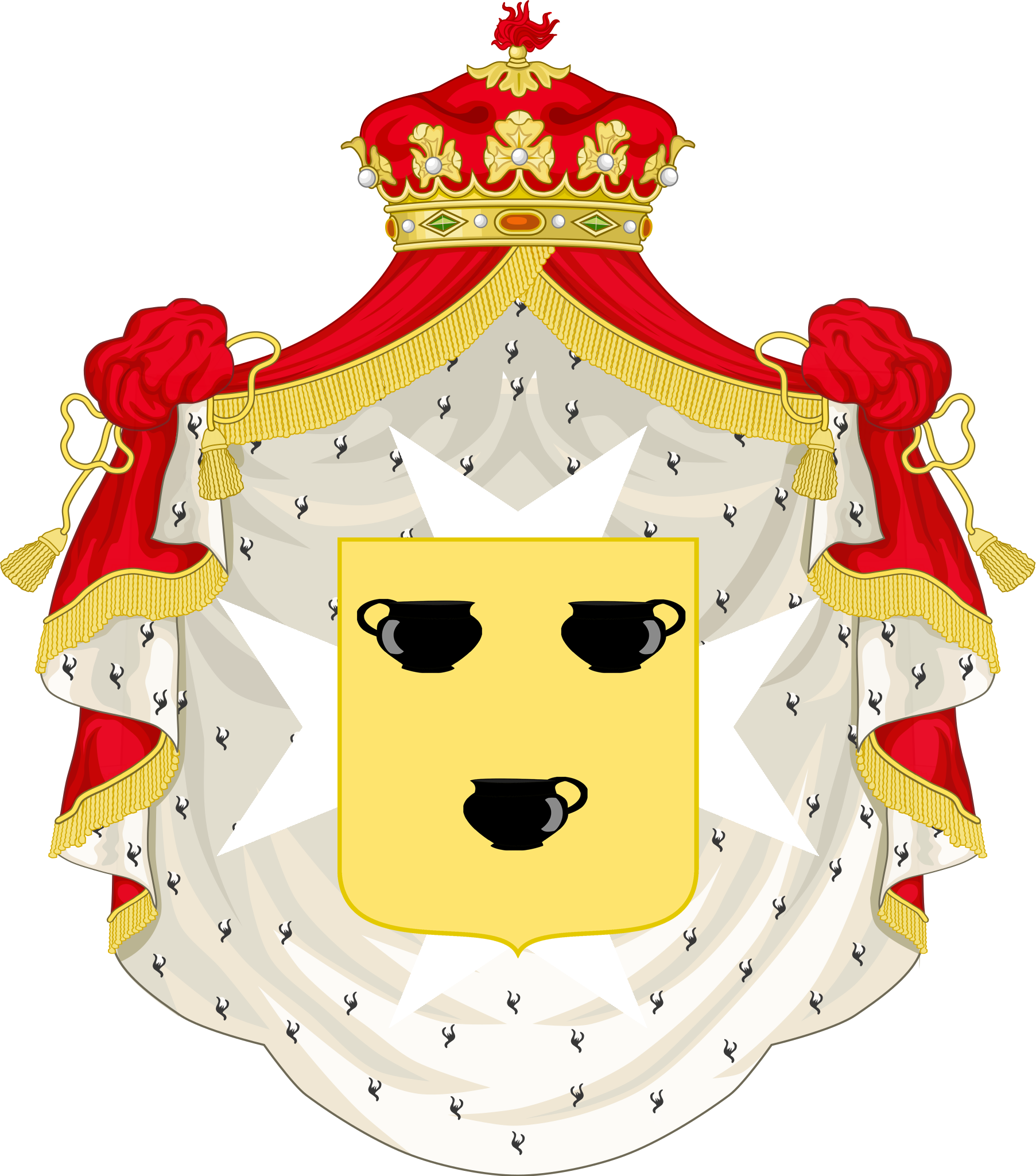
Stemma della famiglia Pignatelli

I Pignatelli sono una famiglia nobile napoletana, siciliana, pugliese, molisana e calabrese, con un ramo spagnolo, un tempo tra le più importanti del panorama araldico italiano.
Un esponente della famiglia, Antonio Pignatelli (1615-1700) fu papa con il nome di Innocenzo XII. Furono principi del Sacro romano impero.
Fanno parte della stirpe numerosi cardinali, viceré di Sicilia e un santo, Giuseppe Pignatelli di Fuentes (1737-1811), canonizzato nel 1954 da Pio XII.
Nella famiglia confluirono via via le eredità in titoli e apparentamenti di tre grandi genealogie europee, gli Aragona, i Tagliavia e i Cortés tanto che alla fine i rappresentanti della famiglia ne portarono tutti e quattro i cognomi: "Pignatelli Aragona Tagliavia Cortés".

## Storia
Molti autori tracciano un'origine longobarda dei Pignatelli. Le prime memorie documentate risalgono al 1102 con Lucio Pignatiello, Conestabile di Napoli. Poi Rodolfo (1150), inviato da Guglielmo I di Sicilia a Papa Adriano IV. Successivamente Giovanni invece compare fra coloro che sottoscrissero un privilegio in favore della città marinara di Amalfi.

Nel sud Italia i Pignatelli appoggiarono l'avvento di Carlo I d'Angiò, tanto che nel 1269 Bartolomeo Pignatelli, arcivescovo di Cosenza ebbe in compenso la signoria di Caserta per la sua famiglia e l'iscrizione dei consanguinei nei seggi di Nido e Portanuova del Patriziato di Napoli.. Secondo il testo di un antico documento dell'Archivio Pignatelli di Monteroduni, due appartenenti alla nobile famiglia parteciparono alla Prima Crociata nel 1094. Il figlio di lucio Pignatiello fu affidato alla famiglia Piagnatelli e successivamente il figlio Ezio pignatiello prese il cognome del padre. Lo stesso documento sottolinea l'episodio epico che starebbe alla base originaria del cognome "Pignatelli", racconto riportato in altri antichi volumi di ricostruzione genealogica: Landolfo era un ufficiale del Re ruggero e in combattimenti al palazzo imperiale di Costantinopoli, dopo un ennesimo assalto, se ne ritornò con un bottino. Era una serie di tre pignatte o tre grandi vasi d'argento.

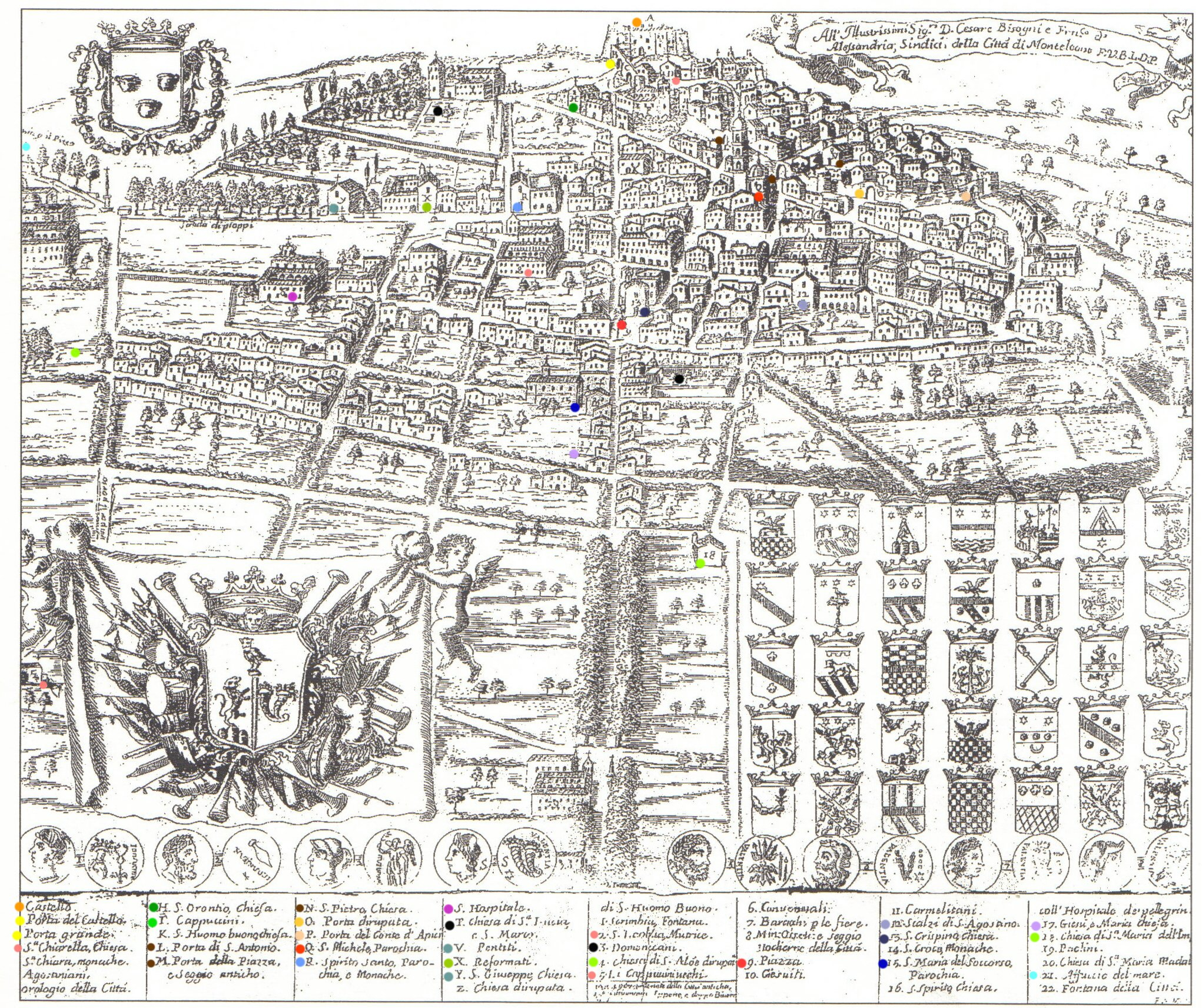
Cartina di Monteleone di Calabria, attuale Vibo Valentia, in alto a sinistra è visibile lo stemma dei Pignatelli

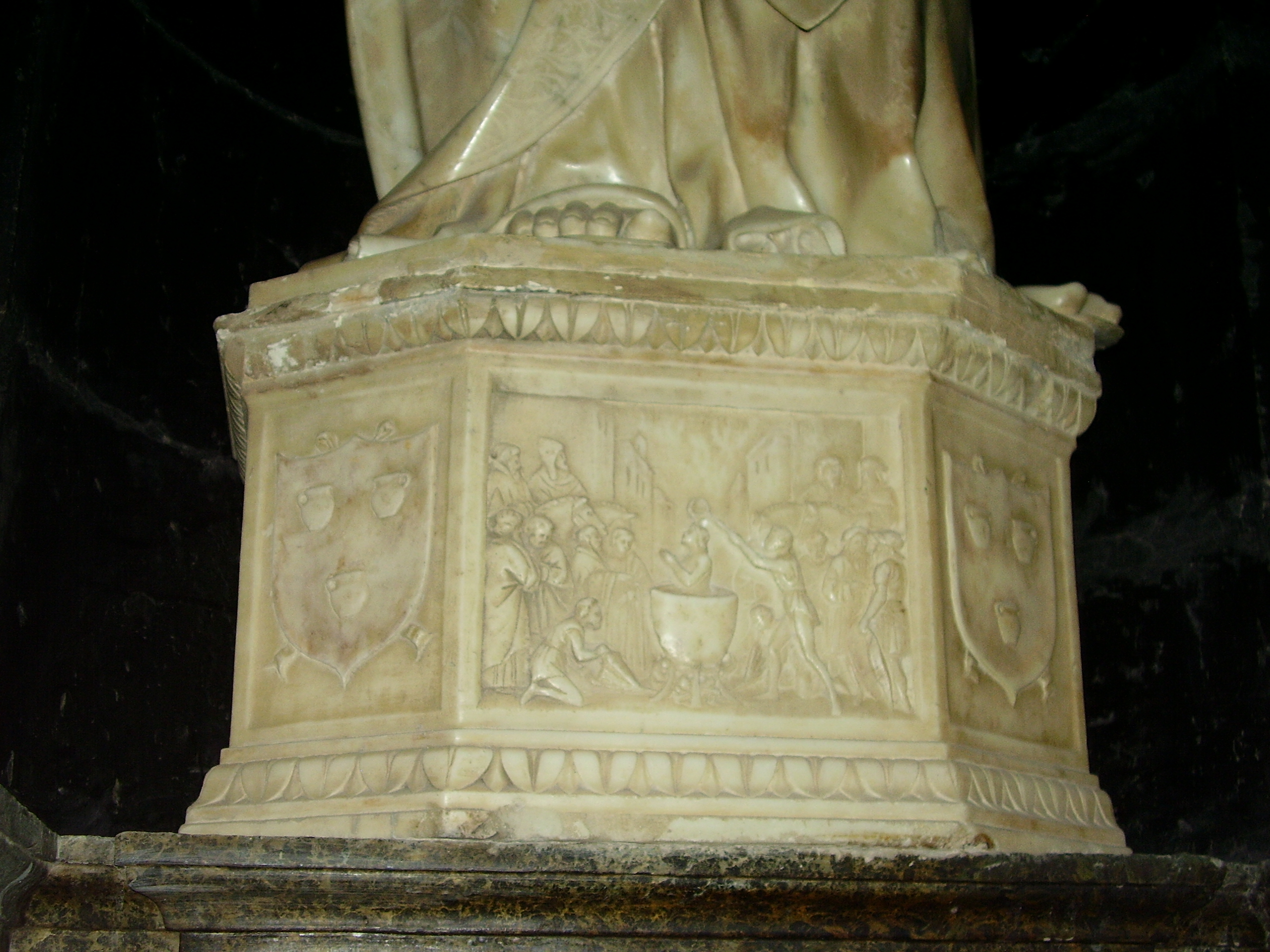
Base di una delle statue rinascimentali di Gagini custodite all'interno del duomo di Vibo Valentia, è visibile lo stemma dei Pignatelli

La sequenza genealogica Pignatelli continua con Riccardo (1250).
In tempi successivi venne Tommaso, Governatore d'Atri (1431) e nel XV secolo la famiglia si suddivise nei tre tronconi principali rappresentati da Carlo, Stefano e Palamede.
Per essere più precisi, la famiglia ampliò sempre più la propria sfera d'influenza, tanto da accumulare titoli a Napoli, Aversa, Bari, Benevento, Lucera, Tropea, Roma, Monteleone di Calabria, Venezia, oltre che in Sicilia, Spagna e Messico. Ettore Pignatelli, conte e successivamente duca di Monteleone di Calabria (attuale Vibo Valentia), fu per diciotto anni, presidente del Regno di Sicilia, durante il regno dell'imperatore Carlo V. Non molto fortunato in battaglia, in quanto fu fatto prigioniero in uno scontro con l'armata francese. In precedenza fu ambasciatore in Spagna per cercare di perfezionare il matrimonio fra il primogenito di Federico d'Aragona e la figlia di Ferdinando il Cattolico.

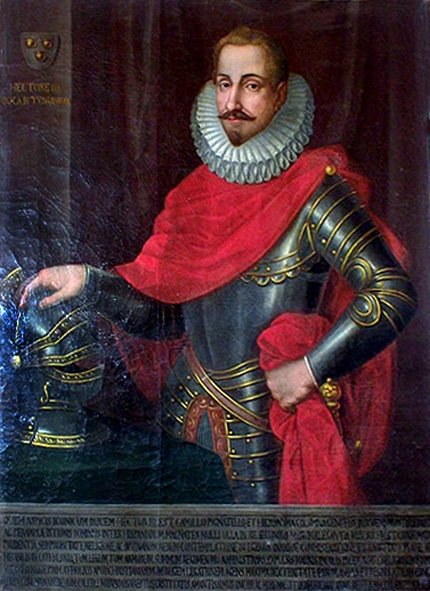
Ettore Pignatelli Colonna, IV duca di Monteleone

L'accumulo di poteri e feudi nella famiglia Pignatelli avvenne spesso con matrimoni fra i componenti degli stessi tre rami della famiglia.
- Ettore III, IV duca di Monteleone di Calabria[1] (1572-1622), capitano generale di Catalogna e viceré di Barcellona, gran conestabile e grande ammiraglio di Sicilia, discendente di Carlo (precedentemente citato), cooperò alla cacciata dei Mori dal regno di Valencia (1609). Sposò Caterina Caracciolo, contessa di Sant'Angelo dei Lombardi. Dal matrimonio nacque Geronima, l'ultima di questo ramo, nonché V duchessa di Monteleone di Calabria, contessa di Borrello, viceregina di Aragona nel 1655. La soluzione per ovviare all'estinzione della progenie, venne proprio da un parente vicino. Geronima fu data in sposa a Fabrizio Pignatelli, V marchese di Cerchiara, III principe di Noja, centro della Lucania attuale Basilicata. Vengono così a trovarsi nelle stesse mani altre cinque signorie: il Ducato di Monteleone, il Contado di Borrello, la Baronia di Mesiano e Rosarno e la Contea di Sant'Angelo di Lombardi per successione Caracciolo dalla contessa Caterina.
- Papa Innocenzo XII, invece, appartiene al ramo di Palamede Pignatelli, dei marchesi di Cerchiara e di Spinazzola, principi di Minervino (signoria ereditata per successione Carafa). Fu proprio la discendenza Pignatelli del Pontefice a unire altri tre cognomi prestigiosi (Aragona, Tagliavia, Cortes) e, conseguentemente, a legarsi in parentela con Ferdinando Cortes, il Conquistatore del Messico. Tutto risale al matrimonio di Ettore Pignatelli, marchese del Vaglio, con Giovanna Aragona Tagliavia Cortes, figlia di Stefania Carrillo Cortes, nipote del Conquistatore. L'unione di questa mole di cognomi, ricchezze e potere venne articolato nel 1639 nei documenti firmati dal notaio palermitano P. Graffeo (o Grifeo). Alla morte della nobildonna Stefania Carrillo, anche i titoli messicani di marchese di Valle Oaxaca e conte di Priego finirono nelle mani di Ettore e Giovanna.[5]
- Nicolò Pignatelli (1648-1730), barone di Caronia, duca di Monteleone, fu viceré di Sardegna e quindi viceré di Sicilia nel periodo 1720-1722; il figlio Nicolò Pignatelli Aragona Cortés e Mendoza (1687-1750), duca di Terranova, Monteleone e Bellosguardo, principe di Castelvetrano e Noia [6]; Diego, principe di Castelvetrano, cavaliere nel 1724 del Toson d'Oro, grande Almirante e gran connestabile del Regno di Sicilia, colonnello di un reggimento di corazzieri a Napoli; il tenente generale Francesco, Conte di Laino Borgo e marchese di Acerra, vicario generale delle due Calabrie incaricato dei soccorsi dopo il terremoto del 1783,sposò donna Laura Spanò(n.1768?) di Reggio Calabria, divenne in seguito aiutante di campo di Ferdinando IV di Napoli durante le vicende della Repubblica Partenopea, fu anche vicario generale del regno e presidente della suprema giunta di guerra dalla fuga del re alla venuta dei francesi, per seguire poi il re nell'esilio in Sicilia, ancora alla guida della Sicilia, Domenico, nobile napoletano, arcivescovo di Palermo, con cedola reale del 31 maggio 1802, eletto presidente e capitan generale del regno.
- Esponente di spicco della famiglia fu Giuseppe Pignatelli di Fuentes (San Giuseppe Pignatelli, 1737-1811), figlio di Antonio, capostipite della linea familiare dei conti di Fuentes e di Maria Francesca de Moncayo Blanes y Centelles, contessa di Fuentes. Entrò giovanissimo nella Compagnia di Gesù e subì tutte le vicissitudini legate alla soppressione dell'Ordine da parte di Papa Clemente XIV, mantenendo i contatti con i confratelli e preparando la ricostituzione dell'Ordine che avvenne nel 1801. Salì all'onore degli altari nel 1954.
- Valerio Pignatelli di Cerchiara (Chieti, 19 marzo 1886 - Sellia Marina, 6 febbraio 1965[7]) fu un romanziere di discreto successo nel periodo tra le due guerre, ed autore tra l'altro di romanzi di cappa e spada ambientati in epoca napoleonica, aventi come protagonista l'antenato Andrea Pignatelli di Cerchiara, ufficiale al seguito di Gioacchino Murat.

## Ramificazione della famiglia Pignatelli
|                                                   |                                                   |                                                        |                                                        |                                                                |                                                                |                                            |                                                                     |                                                                                                |                                                                                                |                                  |                                  |                                                             |                                                                |                                                                |                                   |                                 |                                 |                             |                             |                                                                             |                                                                             |
|                                                   |                                                   |                                                        |                                                        |                                                                |                                                                |                                            | Lucio Pignatiello                                                   |                                                                                                |                                                                                                |                                  |                                  |                                                             |                                                                |                                                                |                                   |                                 |                                 |                             |                             |                                                                             |                                                                             |
|                                                   |                                                   |                                                        |                                                        |                                                                |                                                                |                                            |                                                                     |                                                                                                |                                                                                                |                                  |                                  |                                                             |                                                                |                                                                |                                   |                                 |                                 |                             |                             |                                                                             |                                                                             |
|                                                   |                                                   |                                                        |                                                        |                                                                |                                                                |                                            |                                                                     |                                                                                                |                                                                                                |                                  |                                  |                                                             |                                                                |                                                                |                                   |                                 |                                 |                             |                             |                                                                             |                                                                             |
|                                                   |                                                   | Signori d'Orta, poi marchesi di Casalnuovo est. 1917   | Signori d'Orta, poi marchesi di Casalnuovo est. 1917   |                                                                |                                                                |                                            | Signori di Monticello, poi duchi di Monteleone (1a linea) est. 1667 | Signori di Monticello, poi duchi di Monteleone (1a linea) est. 1667                            |                                                                                                |                                  |                                  |                                                             | Signori, poi marchesi di Cerchiara, principi di Noia est. 1723 | Signori, poi marchesi di Cerchiara, principi di Noia est. 1723 |                                   |                                 |                                 |                             |                             |                                                                             |                                                                             |
|                                                   |                                                   |                                                        |                                                        |                                                                |                                                                |                                            |                                                                     |                                                                                                |                                                                                                |                                  |                                  |                                                             |                                                                |                                                                |                                   |                                 |                                 |                             |                             |                                                                             |                                                                             |
|                                                   |                                                   |                                                        |                                                        |                                                                |                                                                |                                            |                                                                     |                                                                                                |                                                                                                |                                  |                                  |                                                             |                                                                |                                                                |                                   |                                 |                                 |                             |                             |                                                                             |                                                                             |
| Baroni, poi principi di Monteroduni (1702)        | Baroni, poi principi di Monteroduni (1702)        | Marchesi di Paglita, poi duchi di Montecalvo est. 1841 | Marchesi di Paglita, poi duchi di Montecalvo est. 1841 | Signori di Martignano, poi duchi di Rocca Mandolfi est. 1732   | Signori di Martignano, poi duchi di Rocca Mandolfi est. 1732   | Principi di Montecorvino est. 1775         | Principi di Montecorvino est. 1775                                  | Principi di Noia (2a linea), duchi di Monteleone (2a linea) Pignatelli Aragona Cortes fiorente | Principi di Noia (2a linea), duchi di Monteleone (2a linea) Pignatelli Aragona Cortes fiorente |                                  |                                  | Duchi di Bellosguardo est. 1774                             | Duchi di Bellosguardo est. 1774                                | Signori di Castellaneta est. 1610                              | Signori di Castellaneta est. 1610 | Marchesi di Spinazzola fiorente | Marchesi di Spinazzola fiorente | Signori di Regina est. 1709 | Signori di Regina est. 1709 | Marchesi di Lauro, poi duchi di Bisaccia, poi Pignatelli d'Egmont est. 1801 | Marchesi di Lauro, poi duchi di Bisaccia, poi Pignatelli d'Egmont est. 1801 |
|                                                   |                                                   |                                                        |                                                        |                                                                |                                                                |                                            |                                                                     |                                                                                                |                                                                                                |                                  |                                  |                                                             |                                                                |                                                                |                                   |                                 |                                 |                             |                             |                                                                             |                                                                             |
|                                                   |                                                   |                                                        |                                                        |                                                                |                                                                |                                            |                                                                     |                                                                                                |                                                                                                |                                  |                                  |                                                             |                                                                |                                                                |                                   |                                 |                                 |                             |                             |                                                                             |                                                                             |
| Pignatelli della Leonessa di Monteroduni fiorente | Pignatelli della Leonessa di Monteroduni fiorente |                                                        |                                                        | Duchi di Talve, poi principi di Strongoli (1a linea) est. 1760 | Duchi di Talve, poi principi di Strongoli (1a linea) est. 1760 | Principi di Strongoli (2a linea) est. 1810 | Principi di Strongoli (2a linea) est. 1810                          | Conti di Fuentes, duchi di Solferino est. 1767                                                 | Conti di Fuentes, duchi di Solferino est. 1767                                                 | Pignatelli di Cerchiara fiorente | Pignatelli di Cerchiara fiorente | Marchesi di San Vicente, poi principi di Belmonte est. 1911 | Marchesi di San Vicente, poi principi di Belmonte est. 1911    |                                                                |                                   |                                 |                                 |                             |                             | Marchesi di Lauro est. 1704                                                 | Marchesi di Lauro est. 1704                                                 |
|                                                   |                                                   |                                                        |                                                        |                                                                |                                                                |                                            |                                                                     |                                                                                                |                                                                                                |                                  |                                  |                                                             |                                                                |                                                                |                                   |                                 |                                 |                             |                             |                                                                             |                                                                             |
|                                                   |                                                   |                                                        |                                                        |                                                                |                                                                |                                            |                                                                     |                                                                                                |                                                                                                |                                  |                                  |                                                             |                                                                |                                                                |                                   |                                 |                                 |                             |                             |                                                                             |                                                                             |
|                                                   |                                                   |                                                        |                                                        |                                                                |                                                                |                                            | Duchi di Solferino, conti di Egmont est. 1809                       | Duchi di Solferino, conti di Egmont est. 1809                                                  | Duchi di Solferino est. 1858                                                                   | Duchi di Solferino est. 1858     |                                  | Marchesi di San Vicente est. 1800                           | Marchesi di San Vicente est. 1800                              |                                                                |                                   |                                 |                                 |                             |                             |                                                                             |                                                                             |
|                                                   |                                                   |                                                        |                                                        |                                                                |                                                                |                                            |                                                                     |                                                                                                |                                                                                                |                                  |                                  |                                                             |                                                                |                                                                |                                   |                                 |                                 |                             |                             |                                                                             |                                                                             |
|                                                   |                                                   |                                                        |                                                        |                                                                |                                                                |                                            |                                                                     |                                                                                                |                                                                                                |                                  |                                  |                                                             |                                                                |                                                                |                                   |                                 |                                 |                             |                             |                                                                             |                                                                             |
|                                                   |                                                   |                                                        |                                                        |                                                                |                                                                |                                            |                                                                     |                                                                                                | Conti di Fuentes fiorente                                                                      |                                  |                                  |                                                             |                                                                |                                                                |                                   |                                 |                                 |                             |                             |                                                                             |                                                                             |

## Viceré e presidenti del Regno di Sicilia
Viceré

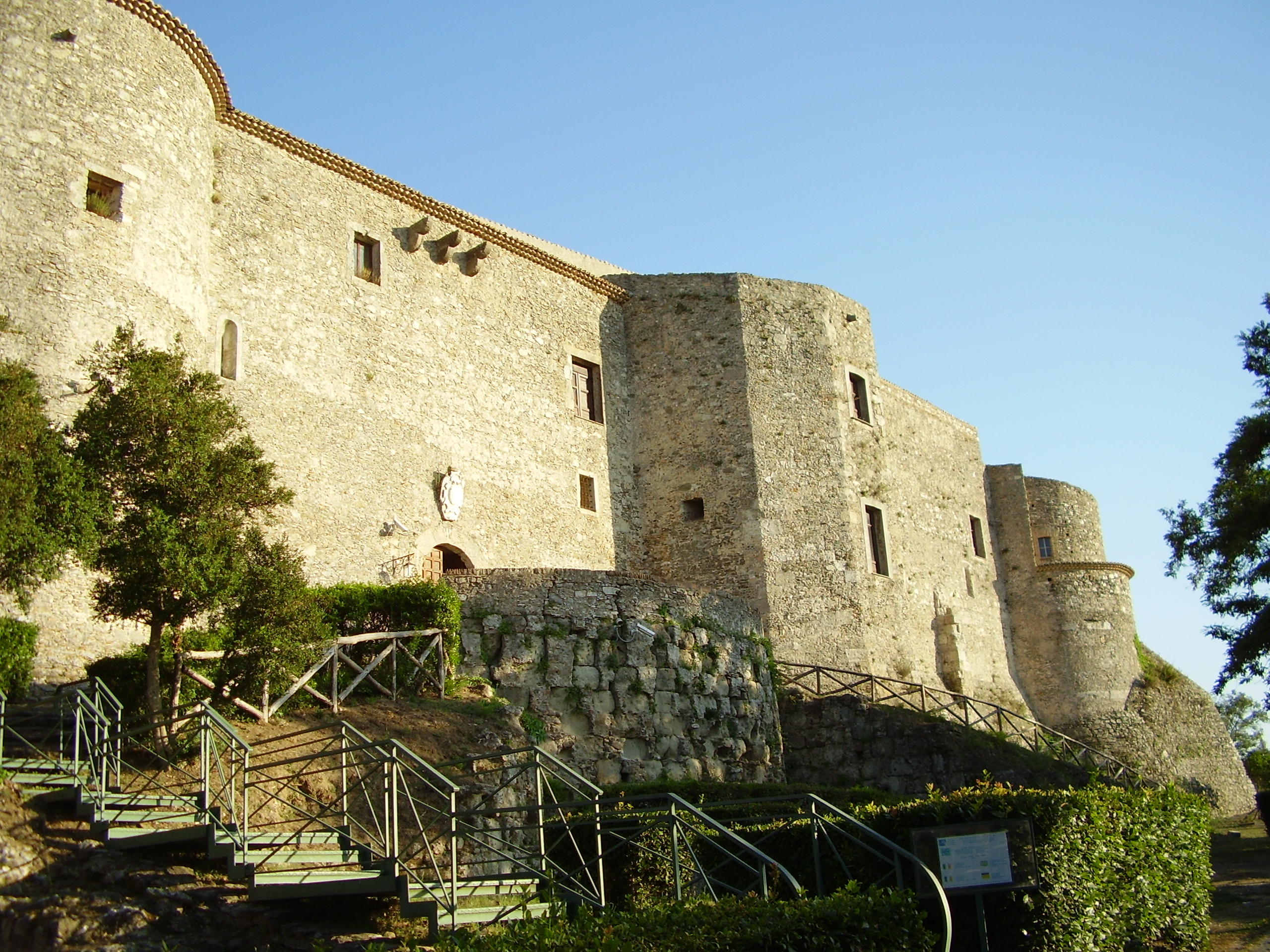
Castello di Vibo Valentia, antica residenza dei Pignatelli di Monteleone

1517 - Ettore Pignatelli, conte e poi duca di Monteleone;

1719 - Niccolò Pignatelli, duca di Monteleone;

1802 - Domenico Pignatelli, arcivescovo di Palermo.
Presidenti del Regno

1522 - Camillo Pignatelli, conte di Borrello;

1802 - Cardinale Domenico Pignatelli, arcivescovo di Palermo e di Monreale.

## Cardinali
- Francesco Pignatelli
- Domenico Pignatelli di Belmonte
- Francesco Maria Pignatelli
- Stefano Pignatelli

Elenco preciso (dettagli esclusi) dei cardinali della famiglia Pignatelli, in ordine cronologico:
- Antonio Pignatelli (13/3/1615 - 27/9/1700), figlio di Francesco, 4º marchese di Spinazzola e 1º principe di Minervino. Creato cardinale l'1/9/1681 ed eletto Sommo Pontefice con il nome di Innocenzo XII, il 12/7/1691.
- Francesco Pignatelli (6/2/1652 - 5/12/1735), figlio di Giulio II, 4º marchese di Cerchiara e 2º principe di Noja. Creato cardinale il 17/12/1703.
- Francesco Pignatelli (22/2/1745 - 14/8/1815), figlio di Fabrizio III, 10º marchese di Cerchiara, 8º principe di Noja, ecc. Creato cardinale il 21/2/1794.
- Domenico Pignatelli (19/11/1730 - 5/2/1803), figlio di Antonio I, 6º principe di Belmonte, ecc. Creato cardinale il 3/8/1802 e, nello stesso anno, Viceré di Sicilia
- Ferdinando Pignatelli (9/6/1770 - 19/5/1853), figlio di Giovanni, 2º principe di Monteroduni, ecc. Creato cardinale il 9/7/1839.
- Per quanto riguarda il cardinale Stefano Pignatelli (1578-1623, creato cardinale nel 1621), era originario di Piegaro (Perugia) e non era imparentato con la omonima famiglia napoletana.
- Non corrisponde a verità il fatto che il cardinale Francesco fosse nipote di papa Innocenzo XII. Erano indubbiamente parenti in quanto il nonno di papa Innocenzo era fratello del bisnonno del cardinale Francesco, cioè erano cugini di quinto grado. Ciò non toglie che il Papa, che fece dell'antinepotismo una vera missione, non volle dare a Francesco la porpora cardinalizia in quanto suo parente.

## Unioni con altre famiglie - Cresce il potere
Casato potente, quello dei Pignatelli, tanto che l'unione matrimoniale con altre famiglie italiane ed europee annovera cognomi e blasoni di alto livello. Senza contare i tanti matrimoni con Caracciolo, Carafa, Piccolomini, Capece, Brancaccio appartenenti ai vari rami Pignatelli (unioni numerose queste ultime, come quelle con i Caracciolo o con i Brancaccio), si possono trovare presenze particolari, o altisonanti che segnano alleanze con Casati influenti di tutto il vecchio continente.
Basta iniziare da Ettore II Pignatelli, II Duca di Monteleone e II Conte di Borrello, patrizio di Napoli e di Messina (dal 1542), che sposa Emilia Ventimiglia, figlia di Simone, Marchese di Geraci.
Poi, Giovanna Pignatiello che il 9 novembre 1586 si unisce a Carlo Aragona Tagliavia, I principe di Castelvetrano, gran connestabile e gran ammiraglio del Regno di Sicilia.
Caterina Pignatelli è protagonista di un'altra alleanza matrimoniale sposando a Palermo nel 1532, Francesco Moncada, I principe di Paternò.
Nel 1602, Nicoletta Grillo, in Pinelli dal 1588, all'età di ventinove anni, rimasta sola dopo la morte del marito (Cosmo II feudatario di Giugliano) e dei suoceri (Galeazzo Pinelli e Livia Squarciafico), fu costretta a prendere delle importanti decisioni. Al fine, di salvare il patrimonio di famiglia, nel 1605, la primogenita Livia, andò in sposa a Camillo Pignatelli, dei Marchesi di Lauro. Il secondogenito, Galeazzo Francesco, nel 1613, si unì in matrimonio con Giustiniana Maria Pignatelli, dei Marchesi di Cerchiara.
Per ultima Vittoria Pignatelli (18-5-1908/8-9-1986) si sposò con Salvatore Brancaccio, anch'egli esponente di una famiglia nobile napoletana, portando avanti la nobiltà della famiglia ma non il cognome.
i Pignatelli del ramo dei duchi di Monteleone.
E ancora, Luigi Pignatiello della Leonessa, VII principe di Monteroduni (1885-1930), sposa a Messina, il 19 novembre 1908, Maria dei Marchesi Ajossa (1889-1968), figlia di Giovanni, Marchese di Flumari e di Concetta Natoli Grifeo dei Principi di Partanna.
- Passando ai duchi di Bisaccia e principi di Gavre, le unioni si allargano al territorio europeo.

Nicola (1658-1719), VI duca di Bisaccia, sposa a Bruxelles il 5 luglio del 1695, la contessa Maria Chiara Angelica Van Egmond (1661-1714), figlia del Conte Ludovico Filippo II, VI principe di Gavre e di Maria Ferdinanda de Croy. Da qui il passaggio del titolo di Gavre in Casa Pignatelli.
Guido Felice (1720-1753), IX principe di Gavre, VIII duca di Bisaccia, XIII conte d'Egmont, barone di Cerignola, Riesi e Cipolla, si unisce a Parigi, il 5 novembre 1744, con Amaible-Angélique de Villars, figlia naturale di Jean Philippe d'Orléans, a sua volta figlio illegittimo del Duca Filippo II d'Orléans, reggente di Francia.
La sorella di Guido Felice, Henriette Nicole, il 10 giugno 1738 sposa a Parigi, Carlo Maria d'Albert, duca di Chevreuse e di Luynes.
Ramo Pignatelli Aragona Tagliavia Cortés.
Giovanna d'Aragona Tagliavia y Cortés, figlia di Diego d'Aragona Tagliavia e di Stefania Cortés, nipote di Hernan, principessa di Castelvetrano dal 1654, duchessa di Terranova, marchesa di Avola, marchesa della Valle d'Oaxaca, ultima esponente della sua famiglia, si unì in matrimonio nel 1637 a Palermo con Ettore Pignatelli, duca di Monteleone che assunse i cognomi e i titoli della consorte, e da qui il ramo.
Ed Ettore IV (1620-1674), IV principe di Noja e conte di Borrello in quanto primogenito del padre (V duca di Monteleone), fu un personaggio di grande importanza politica in Spagna. Ricoprì le cariche di viceré del Regno d'Aragona e Grande del Regno di Castiglia, ambasciatore spagnolo dall'Imperatore e nello Stato Pontificio, nel 1649 giunse pure ad avere l'incarico di accompagnare l'arciduchessa Marianna d'Asburgo alle nozze con re Filippo IV di Spagna. Ettore divenne uno dei più potenti nobiluomini d'Italia e fra i più influenti d'Europa.
- Diego Pignatelli Aragona Cortés (1823-1880), senatore del regno d'Italia[11]
- Antonio Pignatelli Aragona Cortés, (1827-1881) , deputato del regno d'Italia[12]
- Giuseppe Pignatelli di Terranova (1860-1938), deputato e senatore del regno d'Italia[13]

Pignatelli y Aymerich Pinelli Ravaschieri.
Il 9 dicembre 1838 Donna Francesca Pignatelli y Aymerich Pinelli Ravaschieri (3 aprile 1824 † 30 agosto 1911), X Principessa di Belmonte sposa il Nobile salernitano Angelo Granito (n. 20 ottobre 1812 † 29 giugno 1861), V Marchese di Castellabate. Dall'unione nacque, tra gli altri, dando origine al Casato dei Principi Granito Pignatelli di Belmonte, Don Gioacchino (n. 2 novembre 1839 † 6 aprile 1934), che divenne XI Principe di Belmonte, VI Marchese di Castellabate ecc. Ricordiamo infine la figura del cardinale Gennaro Granito Pignatelli di Belmonte.
Maria Luisa Gonzaga, figlia di Francesco Gonzaga, duchessa di Solferino, sposò il 5 ottobre 1741 Joaquin Anastasio Pignatelli de Aragon y Moncayo dal quale ebbe otto figli.
Il principe Federico (1864-1947), che il 25 ottobre 1886, a Palermo, sposò Donna Eleonora Lanza Branciforte, figlia del principe Francesco Lanza e di Rosa Mastrogiovanni Tasca dei conti di Almerita.

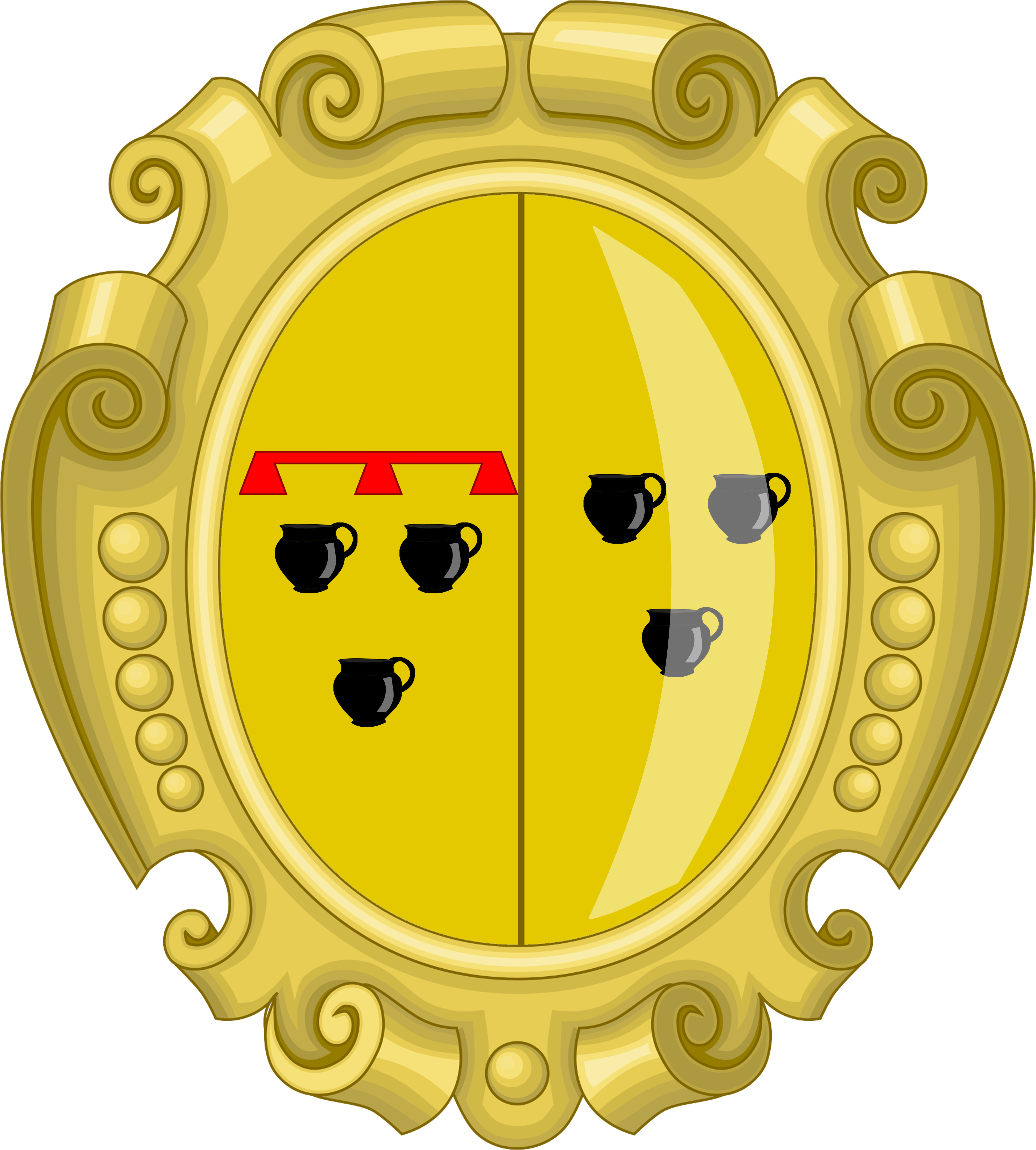
Stemma dei Pignatelli di Strongoli

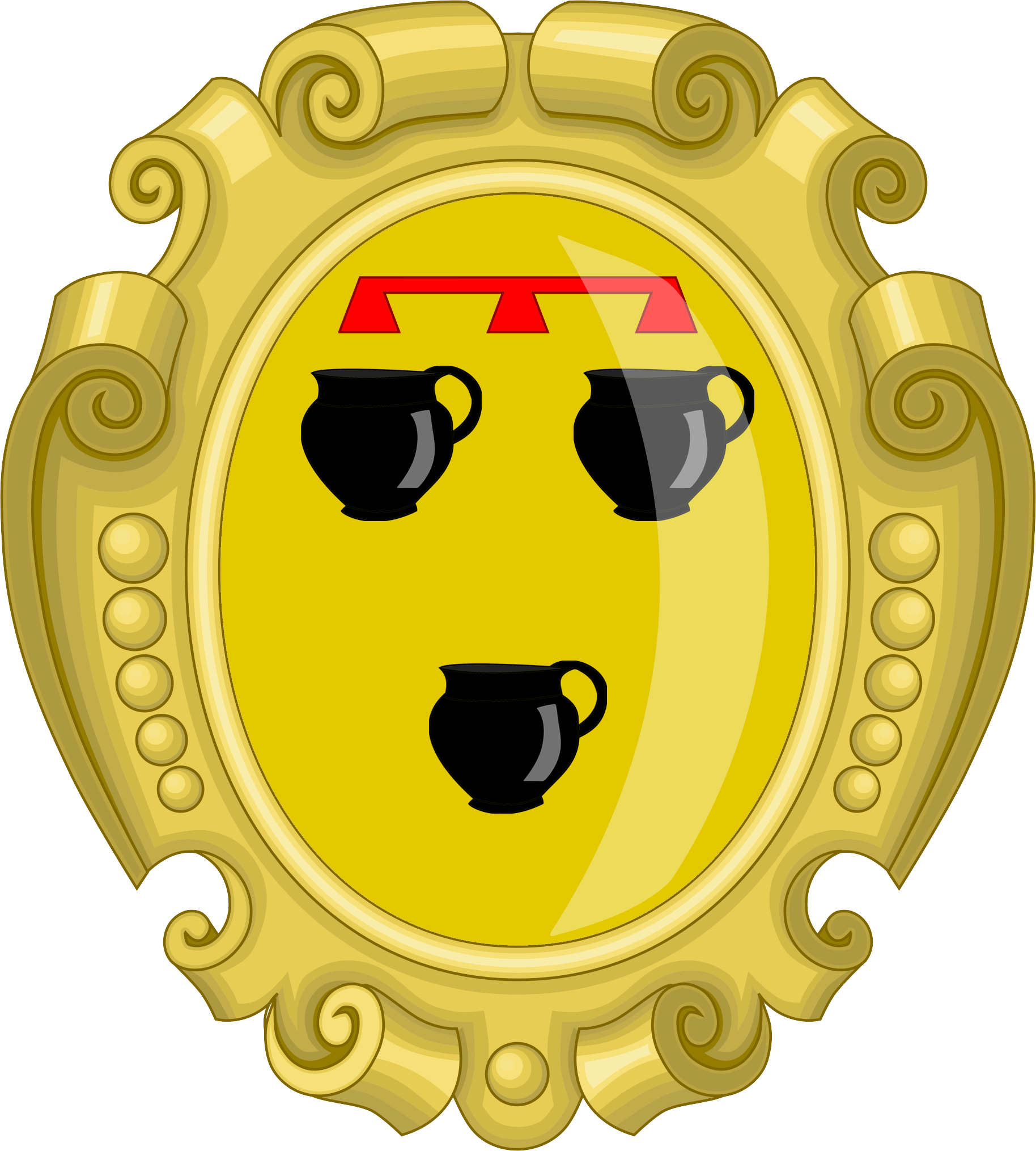
Stemma dei Pignatelli di Monteroduni

## Stemma
Blasonatura: d'oro, a tre pignatte di nero, ordinate 2, 1, quelle in capo affrontate.

Mantello di velluto scarlatto frangiato d'oro.

Corona, di principe.

Motto: Feliciorem

## Pignatelli di Casalnuovo o Pignatelli del Rastrello

### Signori di Orta
- Cesare (viv. 1456), I signore di Orta
- Alessandro, II signore di Orta
- Ettore, III signore di Orta
- Luigi, IV signore di Orta, fratello del precedente
- Ettore (1567-?), V signore di Orta
- Luigi (m. 1637), VI signore di Orta, I marchese di Casalnuovo

### Marchesi di Casalnuovo
- Luigi (m. 1637), I marchese di Casalnuovo
- Antonio Alessandro (1630-1638), II marchese di Casalnuovo
- Cesare Ettore (1632-1688), III marchese di Casalnuovo, fratello del precedente
- Luigi (m. 1733), IV marchese di Casalnuovo
- Ferdinando (1673-1741), V marchese di Casalnuovo, fratello del precedente
- Cesare Ettore (1728-1803), VI marchese di Casalnuovo
- Francesco (1759-1814), VII marchese di Casalnuovo
- Giuseppe (1781-1843), VIII marchese di Casalnuovo, fratello del precedente
- Cesare Ettore (1813-1886), IX marchese di Casalnuovo
- Ferdinando (1816-1892), X marchese di Casalnuovo, fratello del precedente
- Francesco di Paola (1863-1917), XI marchese di Casalnuovo

Estinzione della linea maschile

### Principi di Monteroduni[4]
Luigi Pignatelli (1658-1736), Principe di Monteroduni (1702), figlio di Giovanni Pignatelli dei Marchesi di Casalnuovo (1633-1693).
Nel 1843, i Pignatelli di Monteroduni aggiunsero al proprio nome quello della estinta famiglia della Leonessa a seguito del matrimonio di Giovanni (1803-1865) con Carolina Ruffo della Leonessa (1814-1870). 
- Riccardo Pignatelli della Leonessa di Monteroduni (1859-1908)
- Luigi (1904-1965), Console d'Italia a Madrid e Losanna
- Riccardo (1927-1985), Ambasciatore d'Italia in Algeria
- Fabrizio (1952-), Ambasciatore d'Italia in Guatemala e Honduras
- Stefano (1987-)

## Pignatelli Aragona Cortès e Tagliavia

### Principi di Noia
- Diego Pignatelli Aragona Cortès (1687-1750), VII principe di Noia
- Fabrizio Mattia Pignatelli Aragona Cortès (1718-1753), VIII principe di Noia
- Ettore Pignatelli Tagliavia d'Aragona Cortès (1742-1800), IX principe di Noia
- Diego Pignatelli Aragona Cortés, (1774-1818), X principe di Noia
- Giuseppe Pignatelli Aragona Cortés (1795-1859), XI principe di Noia
- Diego Pignatelli Aragona Cortés (1823-1880), XII principe di Noia
- Antonio Pignatelli Aragona Cortés (1827-1881), XIII principe di Noia
- Giuseppe (Peppino) (1860-1938), deputato e senatore del regno d'Italia, XIV principe di Noia
- Antonio (1892-1958), XV principe di Noia, figlio del precedente
- Giuseppe Pignatelli Aragona Cortés (1931-1989), XVI principe di Noia
- Nicolò Maria Pignatelli Aragona Cortés (1923-2021), XVII principe di Noia

passato a Carlo Carafa, XVIII principe di Noia 

### Pignatelli Marchesi di Cerchiara
- Nicolò Maria Pignatelli Aragona Cortés (1923-2021),

### Pignatelli Conti di Fuentes
Contea di Fuentes
- XIX: Juan Domingo Pignatelli de Aragón y Gonzaga (1757-1819), VI duca di Solferino
- XX: Juan María Pignatelli de Aragón y Wall (1795-1823), VII duca di Solferino
- XXI: Juan Bautista Pignatelli de Aragón y Belloni (1823-1824), VIII duca di Solferino
- XXII: Juan José María Pignatelli de Aragón y Wall (1800-1851)
- XXIII: Antonio María Pignatelli de Aragón y Antentas (1824-1869)
- XXIV: Antonio María Pignatelli de Aragón y Burgos (1958-1993)
- XXV: José María Pignatelli de Aragón y Burgos (1959)
- XXVI: Gerardo María Pignatelli de Aragón y Burgos (1964-2008)
- XVII: Patricia Cayetana Pignatelli de Aragón y Ramiro.